# Hans Werner Neulen
Hans Werner Neulen, nemški zgodovinar, odvetnik in pisatelj, * 1948.